# Raiza Erlenbaugh
Raiza Patricia Erlenbaugh Soriano de Chaviano, (Ciudad de Panamá, Panamá, 6 de marzo de 1991) es una científica, antropóloga, modelo y exreina de belleza panameña. Fue coronada como Miss Panamá Mundo 2014 el 8 de abril de 2014 para representar a Panamá en el concurso Miss Mundo 2014. También participó en el concurso Miss Continentes Unidos 2014, en Ecuador, donde destacó al exhibir la rica herencia cultural de Panamá y obtuvo el segundo lugar en la Gala de Traje Nacional. Sin embargo, el 12 de noviembre de 2014, fue destituida de su título como Miss Panamá Mundo 2014 por la Organización Miss Panamá. En 2022, contrajo matrimonio con el arquitecto Arian Chaviano.
Carrera Académica y Profesional
Tras su trayectoria en los certámenes de belleza, Erlenbaugh se dedicó a la antropología, convirtiéndose en una antropóloga licenciada especializada en el estudio del pasado prehispánico de Panamá. Se graduó con una Licenciatura en Antropología de la Universidad de Panamá, siendo miembro del capítulo honorario Sigma Lambda. Su experiencia y dedicación la llevaron a desempeñarse como técnico de investigación y curadora de las colecciones arqueológicas en el Instituto Smithsonian de Investigaciones Tropicales (STRI) en Panamá, donde ha hecho contribuciones significativas a la investigación arqueológica y a la divulgación pública.
Obra Publicada
En 2024, Erlenbaugh publicó su primer libro, Catálogo de Cerámicas Prehispánicas, Cerro Juan Díaz, Panamá (200 a. C.–1550 d. C.). Esta herramienta educativa integral proporciona datos arqueológicos invaluables tanto a investigadores como al público general, ofreciendo nuevas perspectivas sobre la historia y cultura prehispánica de Panamá.
Premios y Reconocimientos
En noviembre de 2024, Erlenbaugh recibió el prestigioso Premio Jackson/Knowlton a la Contribución Destacada a la Ciencia otorgado por STRI. Este reconocimiento destacó su innovadora investigación sobre cerámica prehispánica y su dedicación al avance del conocimiento científico. Su trabajo ha sido reconocido por aportar perspectivas novedosas sobre la cultura Gran Coclé, incluyendo su desarrollo social y cultural durante siglos antes del contacto europeo.
Sus contribuciones han sido publicadas en destacados medios de STRI, como Ceramic Puzzles. Además, participa regularmente en talleres y programas educativos sobre técnicas de reconstrucción de artefactos y métodos para interpretar el pasado.
En el concurso Miss Panamá 2014, Erlenbaugh no solo obtuvo el título de Miss Panamá Mundo, sino también el premio Miss Fotogénica, destacándose por su elegancia y presencia en el escenario.